# Doktorzy honoris causa Uniwersytetu w Białymstoku
Doktorzy honoris causa Uniwersytetu w Białymstoku – lista doktorów honoris causa Uniwersytetu w Białymstoku. 
Tytuł Doktor Honoris Causa jest najwyższą godnością akademicką przyznawaną przez Uniwersytet w Białymstoku w celu wyróżnienia osób szczególnie zasłużonych dla rozwoju nauki, oświaty, kultury i sztuki albo innych dziedzin życia społecznego, lub w wybitnym stopniu przyczyniły się do osiągnięcia celów, którym służy uniwersytet.
| Rok  | Imię i nazwisko                 | Uwagi | Źródło               |
| ---- | ------------------------------- | --- | -------------------- |
| 1998 | Jerzy Giedroyc                  | Polski prawnik, wydawca, publicysta, polityk i działacz emigracyjny; Biblioteka Uniwersytecka w Białymstoku nosi jego imię | [ 2 ] [ 3 ]          |
| 1998 | Ryszard Kaczorowski             | Polski polityk, działacz społeczny i harcerz, od 2009 honorowy harcmistrz Rzeczypospolitej, ostatni prezydent RP na uchodźstwie (1989–1990) | [ 4 ] [ 5 ]          |
| 1999 | Prof. Andrzej Stelmachowski     | Polski profesor nauk prawnych i polityk, marszałek Senatu I kadencji, minister edukacji narodowej w rządzie Jana Olszewskiego, doradca prezydenta RP Lecha Kaczyńskiego ds. Polonii | [ 6 ] [ 7 ]          |
| 1999 | Prof. Andrzej Wyczański         | Polski historyk, profesor Instytutu Historii PAN i Uniwersytetu w Białymstoku, członek PAN | [ 8 ] [ 9 ]          |
| 2001 | Jego Eminencja Sawa (Hrycuniak) | Polski biskup prawosławny, szósty metropolita warszawski i całej Polski, profesor nauk teologicznych | [ 10 ] [ 11 ]        |
| 2002 | Prof. Marcel Morabito           | Francuski prawnik, politolog; przyczynił się do nawiązania współpracy między Uniwersytetem w Białymstoku a Instytutem Studiów Politycznych w Rennes, którego był założycielem | [ 12 ] [ 13 ]        |
| 2007 | Ks. abp prof. Edward Ozorowski  | Polski duchowny rzymskokatolicki, profesor nauk teologicznych, rektor Archidiecezjalnego Wyższego Seminarium Duchownego w Białymstoku, arcybiskup metropolita białostocki (2006–2017), od 2017 arcybiskup senior archidiecezji białostockiej | [ 14 ] [ 15 ]        |
| 2007 | Prof. Keiichi Yamanaka          | Japoński prawnik, profesor nauk prawnych, specjalizujący się w dogmatyce prawa karnego | [ 16 ] [ 17 ]        |
| 2010 | Prof. Reinhard Selten           | Niemiecki ekonomista, laureat Nagrody Banku Szwecji im. Alfreda Nobla w dziedzinie ekonomii w 1994 roku | [ 18 ]               |
| 2011 | Prof. Brunon Hołyst             | Polski prawnik, profesor nauk prawnych, specjalizujący się w zagadnieniach kryminalistyki i kryminologii, pionier wiktymologii i suicydologii w Polsce | [ 19 ] [ 20 ]        |
| 2011 | Prof. Jerzy Wilkin              | Polski ekonomista, profesor nauk ekonomicznych, dziekan Wydziału Nauk Ekonomicznych Uniwersytetu Warszawskiego (1996–1999), członek rzeczywisty PAN | [ 21 ] [ 22 ]        |
| 2017 | Prof. Zbigniew Galus            | Polski chemik, specjalista w zakresie chemii nieorganicznej, elektrochemii i elektroanalizy, profesor Wydziału Chemii Uniwersytetu Warszawskiego, członek rzeczywisty PAN | [ 23 ]               |
| 2017 | Prof. Adam Hulanicki            | Polski chemik, specjalista w zakresie chemii analitycznej, profesor Wydziału Chemii Uniwersytetu Warszawskiego, członek korespondent PAN, przewodniczący Komitetu Chemii Analitycznej PAN | [ 24 ]               |
| 2017 | Jerzy Maksymiuk                 | Polski dyrygent, pianista, kompozytor muzyki poważnej i filmowej, felietonista, animator życia muzycznego | [ 25 ]               |
| 2018 | Prof. sir Leszek Borysiewicz    | Brytyjski lekarz polskiego pochodzenia, immunolog i członek władz uniwersytetu Cambridge (w latach 2010-2017 był jego rektorem) | [ 26 ]               |
| 2018 | Prof. Alina Kowalczykowa        | Profesor historii literatury polskiej, autorka licznych publikacji naukowych z dziedziny humanistyki, członkini m.in. PEN Clubu oraz Instytutu Badań Literackich PAN; swoich pracach zajmowała się głównie zagadnieniami romantyzmu | [ 27 ] [ 28 ]        |
| 2018 | Prof. Halina Krukowska          | Polska historyk literatury polskiej okresu romantyzmu, doktor habilitowany nauk humanistycznych | [ 29 ] [ 28 ]        |
| 2018 | Prof. Ewa Wipszycka-Bravo       | Polska historyczka starożytności, papirolożka, profesor nauk humanistycznych | [ 30 ]               |
| 2019 | Prof. Marian Gorynia            | Polski ekonomista, rektor Uniwersytetu Ekonomicznego w Poznaniu (2008–2016). Od 2021 r. - prezes Polskiego Towarzystwa Ekonomicznego | [ 31 ]               |
| 2022 | Prof. Adam Jamróz               | Polski prawnik, politolog i nauczyciel akademicki, profesor nauk prawnych, sędzia Trybunału Konstytucyjnego w stanie spoczynku. W 1996 roku został wybrany na prorektora Uniwersytetu Warszawskiego ds. Filii w Białymstoku. Był zdeklarowanym zwolennikiem usamodzielnienia się białostockiej uczelni, a także inicjatorem i konsekwentnym realizatorem działań, które do tego doprowadziły. Został pierwszym rektorem nowo utworzonego uniwersytetu (1997-2001) | [ 32 ] [ 33 ]        |
| 2022 | Leon Tarasewicz                 | Polski malarz białoruskiego pochodzenia, profesor sztuk plastycznych, nauczyciel akademicki Akademii Sztuk Pięknych w Warszawie | [ 34 ] [ 35 ] [ 33 ] |

22 lutego 2023 r. Senat uniwersytetu podjął uchwałę o wszczęciu postępowania w sprawie nadania tytułu doktora honoris causa Uniwersytetu w Białymstoku prof. Tadeuszowi Pilchowi. 